# خوان مانويل دياز
خوان مانويل دياز (بالإسبانية: Juan Manuel Díaz)‏ (28 أكتوبر 1987 بمونتفيدو في الأوروغواي - ) هو لاعب كرة قدم أوروغواني في مركز الدفاع. شارك مع منتخب الأوروغواي تحت 20 سنة لكرة القدم ومنتخب الأوروغواي لكرة القدم. أما مع النوادي، فقد لعب مع إستوديانتيس دي لا بلاتا وريفر بليت ونادي راسينغ مونتيفيديو ونادي ليفربول وناسيونال مونتيفيديو.

## وصلات خارجية
- خوان مانويل دياز على موقع الاتحاد الدولي (مؤرشف)  (الإنجليزية)
- خوان مانويل دياز على موقع إي إس بي إن إف سي (الإنجليزية)
- خوان مانويل دياز على موقع قاعدة بيانات كرة القدم.إي يو (الإنجليزية)
- خوان مانويل دياز على موقع Soccerway.com (الإنجليزية)
- خوان مانويل دياز على موقع AS.com (الإسبانية)